# Couvent des Capucins de Łomża
Pour les articles homonymes, voir Couvent des Capucins.
Le couvent des Capucins de Łomża (Klasztor Kapucynów Sw. Matki Boskiej Bolesnej)  est un couvent de frères mineurs capucins situé en Pologne à Łomża.

## Historique et description

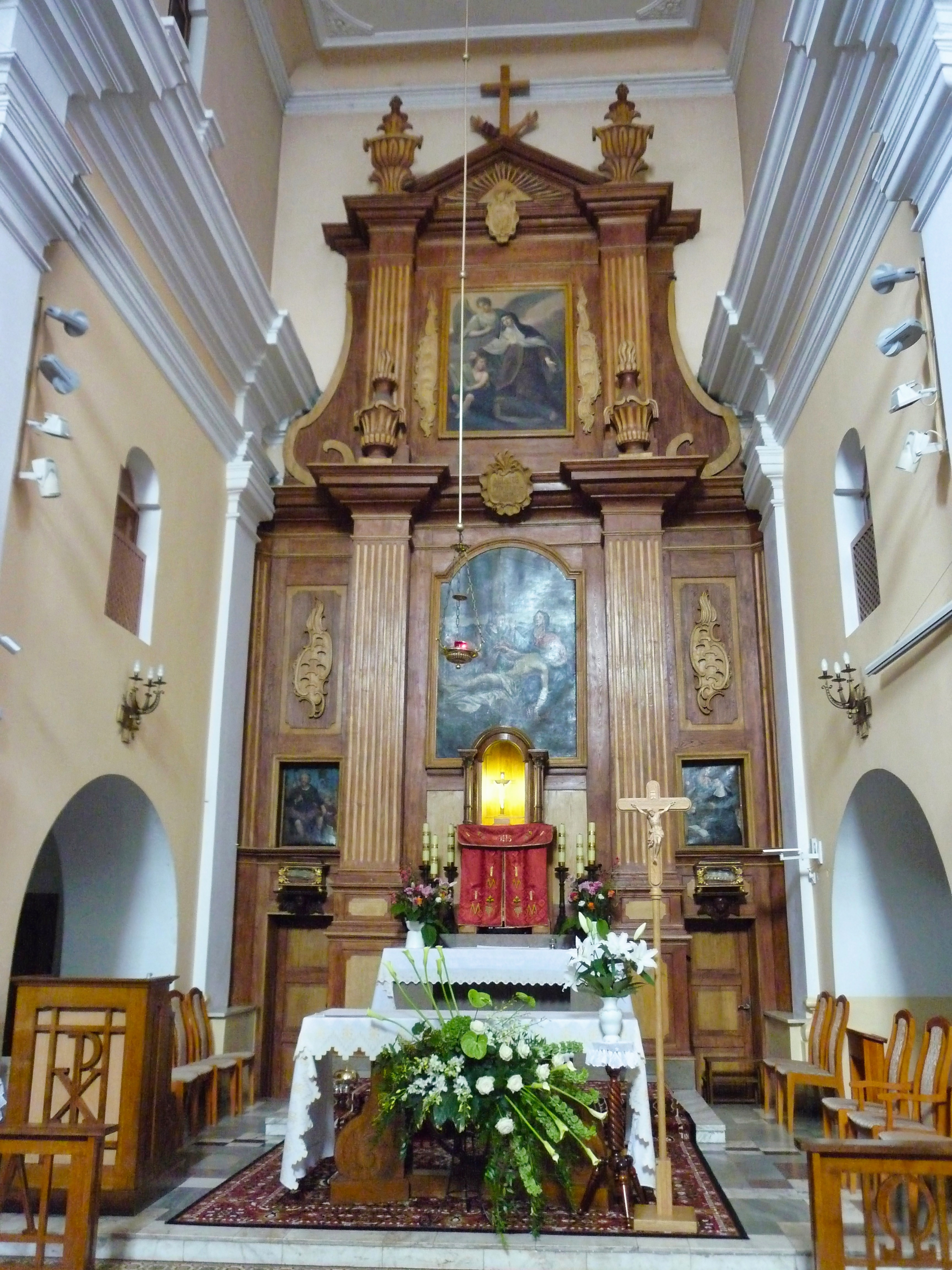
Vue du maître-autel

Construit selon les plans du frère capucin magyar Emeric de Neudorf en style baroque toscan, de 1770 à 1772, il est placé sous le vocable de Notre-Dame. Il se situe sur une hauteur de moraines dominant la rivière Narew. L'église conventuelle de plan basilical est bâtie de 1788 à 1789 et réaménagée, puis consacrée en 1798 par l'évêque de Płock. Elle sert également d'église paroissiale. L'intérieur est décoré de pilastres et d'encorbellements toscans. Ses autels latéraux baroques sont surmontés de tableaux représentant des saints franciscains, dont saint Antoine de Padoue, celui du maître-autel (1794) représente une descente de croix.
La communauté est dirigée aujourd'hui par son gardien, le P. Krzysztof Groszyk, OFM Cap.

## Source
- (pl) Cet article est partiellement ou en totalité issu de l’article de Wikipédia en polonais intitulé « Klasztor Kapucynów w Łomży » (voir la liste des auteurs).